# Lista de prefeitos de Jaguariaíva
Esta é a lista de prefeitos e vice-prefeitos do município de Jaguariaíva, estado brasileiro do Paraná.

## Prefeitos de Jaguariaíva (PR)
| Nº | Nome                               | Imagem                    | Partido | Vice-prefeito                       | Início do mandato       | Fim do mandato          | Observações                                                        |
| 1  | Major Virgílio Xavier da Silva     |                           |         | Não existia o cargo                 | 1890                    | 1892                    | Nomeado como Presidente da Intedência                              |
| 2  | João Paulo Ferreira Lobo           | Fotografia não encontrada |         | Não existia o cargo                 | 1892                    | 1896                    | Prefeito eleito                                                    |
| 3  | Eduardo da Silva Ribas             |                           |         | Não existia o cargo                 | 1896                    | 1900                    | Prefeito eleito                                                    |
| 4  | Major Virgílio Xavier da Silva     |                           |         | Não existia o cargo                 | 1900                    | 1904                    | Prefeito eleito                                                    |
| 5  | Pedro Xavier da Silva              | Fotografia não encontrada |         | Não existia o cargo                 | 1904                    | 1905                    |                                                                    |
| 6  | Hyppólito Xavier da Silva          |                           |         | Não existia o cargo                 | 1905                    | 1908                    |                                                                    |
| 7  | Major Virgílio Xavier da Silva     |                           |         | Não existia o cargo                 | 1908                    | 1912                    | Prefeito eleito                                                    |
| 8  | Eurides Cunha                      |                           |         | Não existia o cargo                 | 1912                    | 1916                    | Prefeito eleito                                                    |
| 9  | Eurides Cunha                      |                           |         | Não existia o cargo                 | 1916                    | 1920                    | Prefeito reeleito                                                  |
| 10 | Capistrano Cunha                   |                           |         | Não existia o cargo                 | 1920                    | 1924                    | Prefeito eleito                                                    |
| 11 | Capistrano Cunha                   |                           |         | Não existia o cargo                 | 1924                    | 1928                    | Prefeito reeleito                                                  |
| 12 | Antonio Diniz de Faro Sobral       |                           |         | Não existia o cargo                 | 1928                    | 1930                    | Prefeito eleito                                                    |
| 13 | Joviniano Carneiro Lobo            |                           |         | Não existia o cargo                 | 1930                    | 1933                    | Prefeito nomeado pelo Interventor                                  |
| 14 | Clarindo Sampaio                   |                           |         | Não existia o cargo                 | 1933                    | 1934                    | Prefeito nomeado pelo Interventor                                  |
| 15 | Sady Silva                         |                           |         | Não existia o cargo                 | 1934                    | 1936                    | Prefeito nomeado pelo Interventor                                  |
| 16 | Felippe Haj Mussi Filho            |                           |         | Não existia o cargo                 | 1936                    | 1938                    | Prefeito nomeado pelo Interventor                                  |
| 17 | Waldemar Loureiro de Campos        |                           |         | Não existia o cargo                 | 1938                    | 1939                    | Prefeito nomeado pelo Interventor                                  |
| 18 | Mário Marcondes Loureiro           |                           |         | Não existia o cargo                 | 1939                    | 1941                    | Prefeito nomeado pelo Interventor                                  |
| 19 | Adherbal Fortes de Sá              |                           |         | Não existia o cargo                 | 1941                    | 1944                    | Prefeito nomeado pelo Interventor                                  |
| 20 | Josino Vargas                      |                           |         | Não existia o cargo                 | 1944                    | 1945                    | Prefeito nomeado pelo Interventor                                  |
| 21 | Dr. Odilon Vianna de Araújo        |                           |         | Não existia o cargo                 | 1945                    | 1946                    | Prefeito nomeado pelo Interventor                                  |
| 22 | Josino Vargas                      |                           |         | Não existia o cargo                 | 1946                    | 1947                    | Prefeito nomeado pelo Interventor                                  |
| 23 | Eduardo Xavier da Silva, Dudu      |                           | PTB     | Não existia o cargo                 | 29 de novembro de 1947  | 29 de novembro de 1951  | Prefeito eleito                                                    |
| 24 | Aldo Sampaio Ribas                 |                           | PTB     | Não existia o cargo                 | 29 de novembro de 1951  | 29 de novembro de 1955  | Prefeito eleito                                                    |
| 25 | Aristides Fernandes Soares, Tidoca |                           | PR      | Não existia o cargo                 | 29 de novembro de 1955  | 29 de novembro de 1959  | Prefeito eleito                                                    |
| 26 | Aldo Sampaio Ribas                 |                           | PTB     | Não existia o cargo                 | 29 de novembro de 1959  | 29 de novembro de 1963  | Prefeito reeleito                                                  |
| 27 | Silas Gerson Ayres                 |                           | PTB     | Sebastião Xavier Sobrinho           | 29 de novembro de 1963  | 31 de janeiro de 1969   | Prefeito eleito                                                    |
| 28 | Mário Fonseca                      |                           | ARENA   | Dr. Hélio Araújo De Masi            | 1º de fevereiro de 1969 | 31 de janeiro de 1973   | Prefeito eleito                                                    |
| 29 | Dr. João Batista da Cruz           |                           | ARENA   | Albano Ferreira de Barros           | 1º de fevereiro de 1973 | 31 de janeiro de 1977   | Prefeito eleito                                                    |
| 30 | Albano Ferreira de Barros          |                           | ARENA   | Mário Fonseca                       | 1º de fevereiro de 1977 | 31 de janeiro de 1983   | Prefeito eleito                                                    |
| 31 | Pedro Imar Mendes Prestes          |                           | PMDB    | Gerônimo Alves da Luz               | 1º de fevereiro de 1983 | 31 de dezembro de 1988  | Prefeito eleito                                                    |
| 32 | Ademar Ferreira de Barros          |                           | PFL     | Dr. Eduardo César da Costa Nanni    | 1º de janeiro de 1989   | 31 de dezembro de 1992  | Prefeito eleito                                                    |
| 33 | José da Silva Reis                 |                           | PFL     | Marconi Ferreira de Barros          | 1º de janeiro de 1993   | 31 de dezembro de 1996  | Prefeito eleito                                                    |
| 34 | Ademar Ferreira de Barros          |                           | PSDB    | Dr. Hélio Araújo De Masi            | 1º de janeiro de 1997   | 31 de dezembro de 2000  | Prefeito eleito                                                    |
| 35 | Ademar Ferreira de Barros          |                           | PFL     | João Francisco Schuvartz            | 1º de janeiro de 2001   | 31 de dezembro de 2004  | Prefeito reeleito                                                  |
| 36 | Dr. Paulo Homero da Costa Nanni    |                           | PSDB    | Samir Alves de Mello (PP)           | 1º de janeiro de 2005   | 12 de fevereiro de 2007 | Prefeito e vice eleitos em sufrágio universal                      |
| 37 | Samir Alves de Melo                |                           | PP      | —                                   | 13 de fevereiro de 2007 | 31 de dezembro de 2008  | Vice-prefeito eleito no cargo de prefeito                          |
| 38 | Otélio Renato Baroni               |                           | PT      | Ademar da Costa Passos (PP)         | 1º de janeiro de 2009   | 31 de dezembro de 2012  | Prefeito e vice eleitos em sufrágio universal                      |
| 39 | Otélio Renato Baroni               |                           | PT      | José Sloboda (PHS)                  | 1º de janeiro de 2013   | 17 de setembro de 2013  | Prefeito reeleito em sufrágio universal falecido durante o mandato |
| 40 | José Sloboda, Juca                 |                           | PHS     | —                                   | 19 de setembro de 2013  | 31 de dezembro de 2016  | Vice-prefeito eleito no cargo de prefeito                          |
| 41 | José Sloboda, Juca                 |                           | PHS     | Alcione Lemos (PP)                  | 1º de janeiro de 2017   | 31 de dezembro de 2020  | Prefeito reeleito e vice eleita em sufrágio universal              |
| 42 | Alcione Lemos                      |                           | DEM     | Adilson Passos Felix (DEM)          | 1º de janeiro de 2021   | 31 de dezembro de 2024  | Prefeita e vice eleitos em sufrágio universal                      |
| 43 | José Sloboda, Juca                 |                           | PL      | Reginaldo Aparecido Cheirubim (PSD) | 1° de janeiro de 2025   | Atualidade              | Prefeito e vice eleitos em sufrágio universal                      |